# Futebol na Coreia do Sul

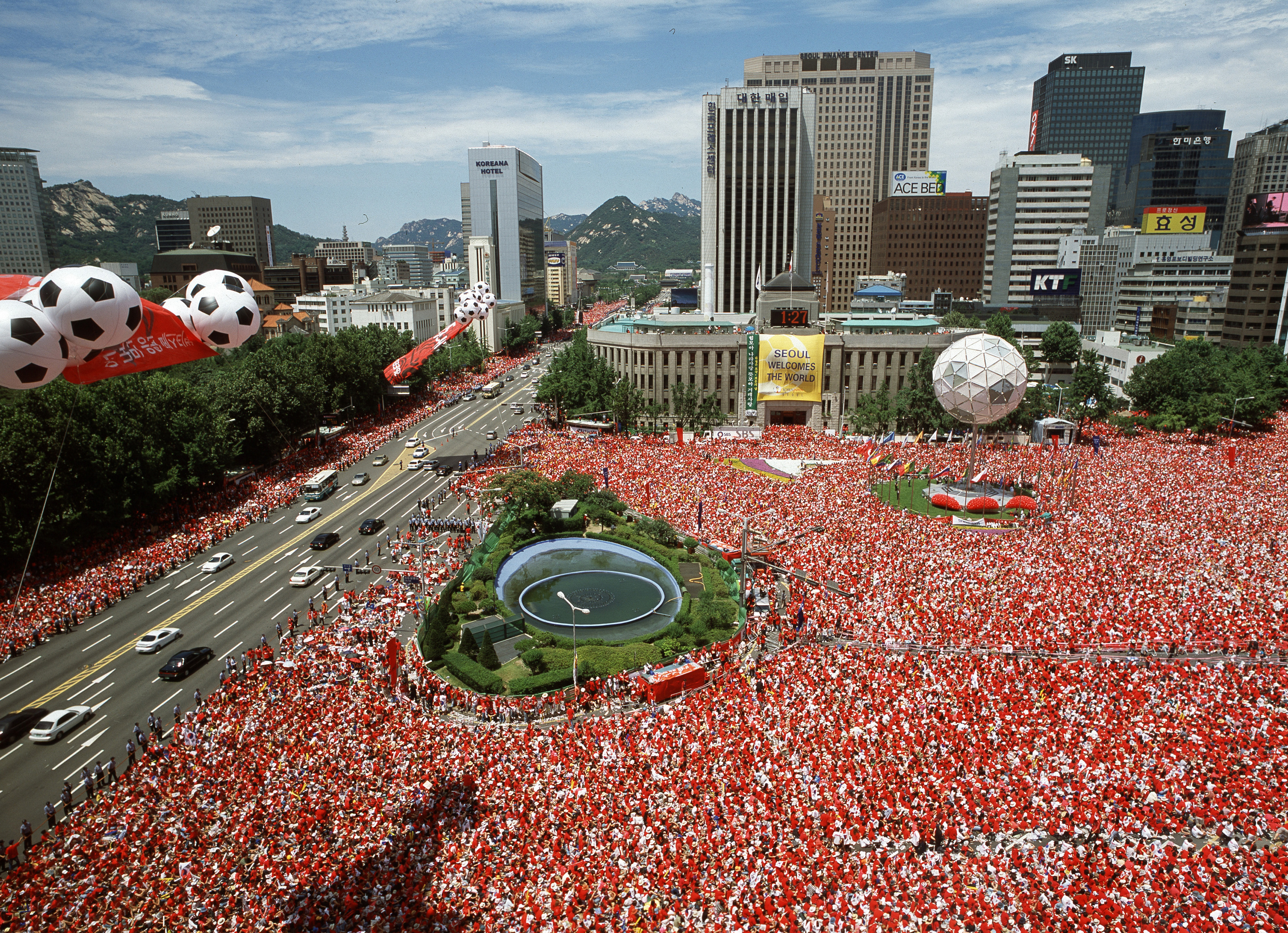
Imagem de uma multidão aglomerada na Praça Seul, em Seul, torcendo pela seleção durante a Copa do Mundo de 2002

O futebol é um dos esportes mais populares da Coreia do Sul. O futebol profissional é governado pela Associação de Futebol da Coreia. A Seleção Sul-Coreana de Futebol se destaca por alcançar a semifinal da Copa do Mundo de 2002, a qual o país sediou junto com o Japão. Jogadores de futebol renomados do país incluem Cha Bum-kun, Park Ji-sung e Son Heung-min.

## História
O reino de Silla, um dos três reinos que ocupava o atual território sul-coreano, tinha um jogo envolvendo bola chamado de "Chukguk". Tal jogo tinha características semelhantes ao futebol, visto que o objetivo era chutar a bola em uma rede, com a distinção de que tal bola deveria permanecer no ar. No entanto, o primeiro contato do país com a versão atual do futebol se deu em 1882, quando navegadores britânicos o introduziram na cidade de Incheon.
Durante o final do século XIX e início do século XX, o esporte se mostrou popular como uma atividade extracurricular para estudantes e militares. Em 1921, foi estabelecido o Torneio de Futebol de Joseon, um dos predecessores da atual Copa da Coreia do Sul de Futebol. Em 1928, foi estabelecida a Associação de Futebol da Coreia (KFA), sendo restaurada em 1948 com a fundação da República da Coreia, tornando-se membro da FIFA no mesmo ano e da Confederação Asiática de Futebol em 1954. Desde a década de 1960, a Seleção Sul-Coreana de Futebol se firmou como uma potência continental, ganhando diversos títulos asiáticos em várias categorias.
Em 1983, foi fundada a liga profissional de futebol sul-coreano, atualmente chamada de K League. Desde então, outras ligas inferiores foram estabelecidas, denominadas de K League 2 até K League 7. Em 2002, a seleção do país fez história ao chegar à semifinal da Copa do Mundo, a qual ocorreu na própria Coreia do Sul e no Japão, se tornando a primeira seleção asiática a chegar a essa fase da competição.